# 南部非洲高级事务专员
南部非洲高级事务专员，其负责管理英国在南部非洲的属地，即巴苏托兰（现莱索托）保护国、贝专纳保护领（现博茨瓦纳）和斯威士兰，并负责与该地区自治政府的关系事务。
1847年至1901年，该职位与开普殖民地总督合并，1901年至1910年与德兰士瓦殖民地总督合并，1910年至1931年则与南非总督合并。
伦敦政府在一个单独的委员会下任命总督为高级专员。除了负责巴苏托兰、贝专纳和斯威士兰之外，他还拥有关于南罗得西亚居民的保留权力。 1964年8月1日该职位被废除。